# 新米事件記者・三咲
『新米事件記者・三咲』（しんまいじけんきしゃ みさき）は、2005年から2006年までテレビ東京・BSジャパン共同制作「水曜ミステリー9」で放送されたテレビドラマシリーズ。全2回。主演は菊川怜。

## 登場人物

### 光陽日報社社会部
杜乃三咲
演 - 菊川怜
県警記者クラブ記者。亡き父と同じ出版局への勤務を希望して入社したが、入社試験トップの才能を買われ、校閲部より神奈川県警記者クラブ担当へ異動。イチサン担（捜査一課と捜査三課を担当の略）。校閲をやっていただけに、言葉遣いについてはうるさく、「重箱の隅をつつく」ような部分がある。記憶力は抜群で、仕事の役に立っている。初めての取材で特ダネ記事をスクープする。
有沢浩之
演 - 東幹久
県警記者クラブ記者。イチサン担の「一番騎」。「仕切りの有沢」とも呼ばれる。先輩記者としての立場で、教育係として三咲とコンビを組む。取材に使用する車は、チェロキー → ハリアー。
野母義郎
演 - 佐戸井けん太
県警記者クラブキャップ。
佐田喜朔
演 - 山田明郷（第1作）
社会部長。
室戸幸吉
演 - 小林すすむ
遊軍記者。愛称「ムロさん」。
高峰帆波
演 - 若村麻由美（友情出演 → 回想出演）
県警記者クラブ記者。イチサン担のエースであり、「スクープのクイーン」とも呼ばれる。強力なネタ元を持つ。取材用の移動手段はバイク。

### 警察関係者
千島望
演 - 今村雅美（第1作）
神奈川県警広報課。定例会見の日時などを記者クラブに通知する事が主な勤務。彼女の一言が、取材ネタのヒントを与える事も。
蒲生田航紀
演 - 矢島健一
神奈川県警港中央警察署刑事課長。マスコミは彼の帰りを狙って、署内や捜査本部では話せない内容を聞き出そうとしているのだが、口は堅い。行動や態度でネタを提供する事があるが、事件解決のため意図的にマスコミを利用するためでもある。

### 杜乃家
杜乃恵介
演 - 益岡徹（第1作）
三咲の父。故人。光陽日報社社会部の記者だったが、真面目過ぎる性格のためか体調を崩した後は、出版部でエッセイや小説の校閲をしていた。「人の書いた文章には、その人の心や生き方が表れ、書いた人のみの文体が存在する」という考えの持ち主で、三咲に影響を与えている人物でもある。
杜乃千代子
演 - 池内淳子
三咲の祖母、恵介の母。自宅で着物の仕立て直しを承っている。

### ゲスト
第1作「振り込めサギが招いた連続殺人〜湯けむり突撃取材で超（秘）ネタをゲットせよ！」（2005年）
- 川尻洋人（惣哉の同級生） - 杉浦太陽
- 城島惣哉（ストリートギャングのメンバー） - 斉藤祥太
- 速水 - 山﨑賢太
- 国東仁志（ストリートギャングのリーダー） - 友井雄亮
- 門倉伸吾（無職） - 樫村勲
- 佐藤（神奈川県警港中央警察署 副署長） - 児玉頼信
- 鑑識課長 - 沼崎悠
- 高瀬信男（コンビニ「キタガワ」店長） - 大塚洋
- 魚住絹江（城島の近所に住む主婦） - 絵沢萌子
- 大間津志男（中原交番 巡査） - 斉藤暁
- 城島和美（惣哉の母） - 大塚良重
- 主婦 - 中澤優子
- 佐久間哲、佐々木征史、加賀健治、阿部亮平、三好さやか、藤田麻衣、阪田智靖、宮吉康夫、森岡弘一郎、亜南、西山周吾、田口主将、ト字たかお、竹山メリー、小林正史、神戸淳、百瀬洋一郎、柏井浩三、野原可歩、瀧澤京香、小嶋正晴、中野佑治、大郷一城、渡辺大介、土蔵卓也、藤神拓真、葛井亮平、飯島梅子、中谷幸貴

第2作「耐震偽装サギ殺人事件」（2006年）
- 秋元七海（ギャルサーの少女） - 芳賀優里亜
- 佐鳴行夫（若手実業家グループのリーダー） - おかやまはじめ
- 諏訪恭吾（帝東新聞・エース記者） - 飯田基祐
- 山中房義（街の名物オヤジ） - 佐伯新
- 浜名泰三（港北ハウスリニューアル 社長） - 伊藤正之
- 青木リナ - 松下萌子
- 西小枝子（刑事） - 細野由華
- 牛久一忠（神奈川県警本部生活安全部長） - 須永慶
- 店員 - 平泉陽太
- クラブ店員 - 伊藤竜也
- 主婦 - ふくまつみ
- 鑑識 - 椎場辰朗
- 秋元郁子（七海の母・10年前過労死） - 浮田久重
- アキホ - 平山ゆい
- 鑑識 - 和知大祐
- 秋元タキ（七海の祖母・リフォーム詐欺の被害者） - 島かおり
- 福井晋、進藤学、本多晋

## スタッフ
- 脚本 - 戸田山雅司
- 選曲・サウンドデザイン - 志田博英
- 演出 - 土方政人（第1作）、都築淳一（第2作）
- プロデューサー - 岡部紳二（テレビ東京）、高橋萬彦、柳川由起子
- 制作 - テレビ東京、BSジャパン、共同テレビジョン

## 放送日程
| 話数 | 放送日        | サブタイトル                                                               | 脚本       | 演出     |
| ---- | ------------- | -------------------------------------------------------------------------- | ---------- | -------- |
| 1    | 2005年5月11日 | 振り込めサギが招いた連続殺人〜湯けむり突撃取材で超（秘）ネタをゲットせよ！ | 戸田山雅司 | 土方政人 |
| 2    | 2006年5月17日 | 耐震偽装サギ殺人事件                                                       | 戸田山雅司 | 都築淳一 |